# Biserica Sân Nicoară din Curtea de Argeș
Biserica Sân Nicoară din Curtea de Argeș este un ansamblu de monumente istorice aflat pe teritoriul municipiului Curtea de Argeș.

Ansamblul este format din trei monumente:
- Ruinele bisericii „Sân Nicoară” (cod LMI AG-II-m-A-13655.01)
- Parc (cod LMI AG-II-m-A-13655.02)
- Crucea Eroilor 1916 - 1918 (cod LMI AG-IV-m-A-13655.03)

## Galerie

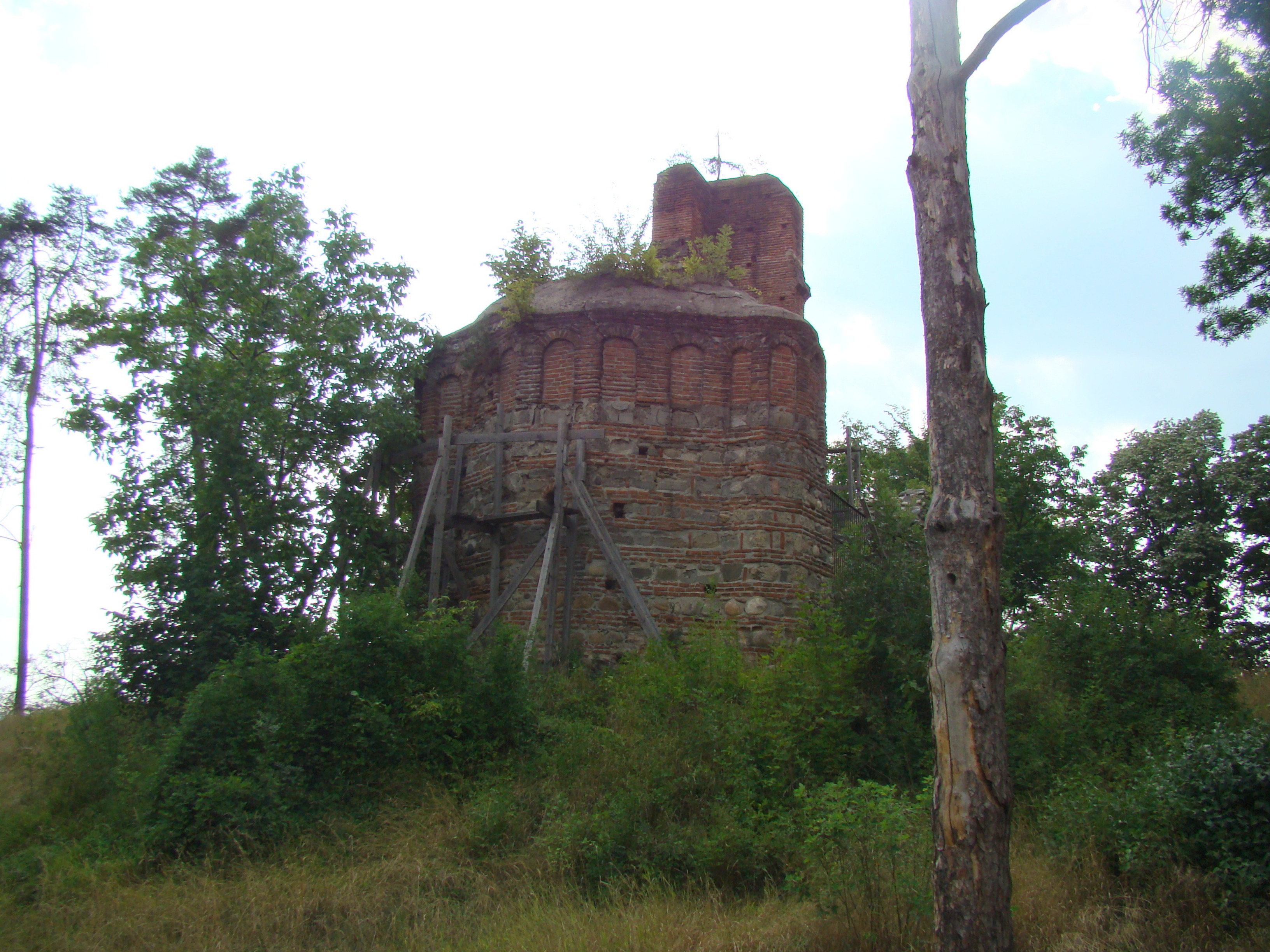
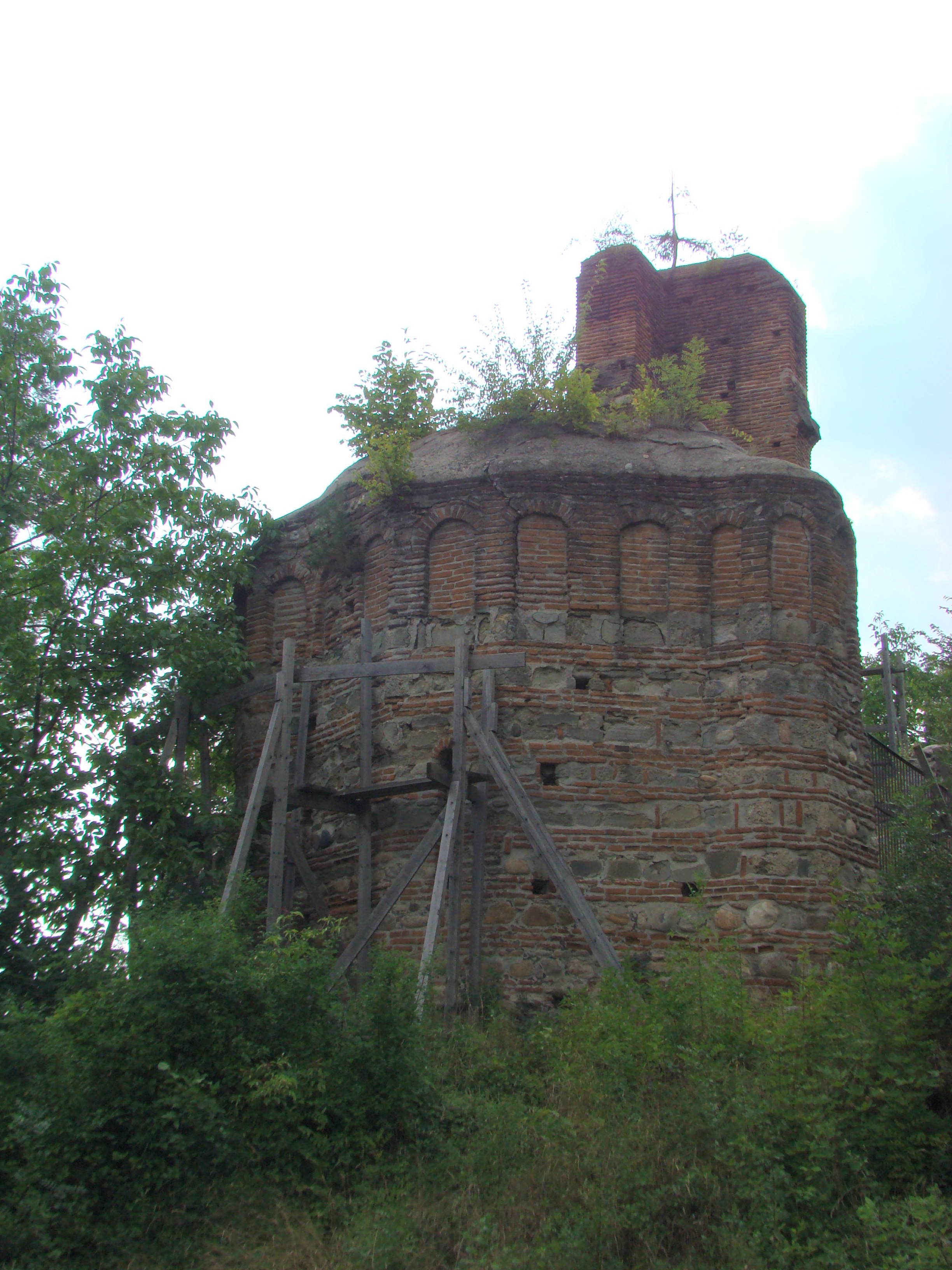
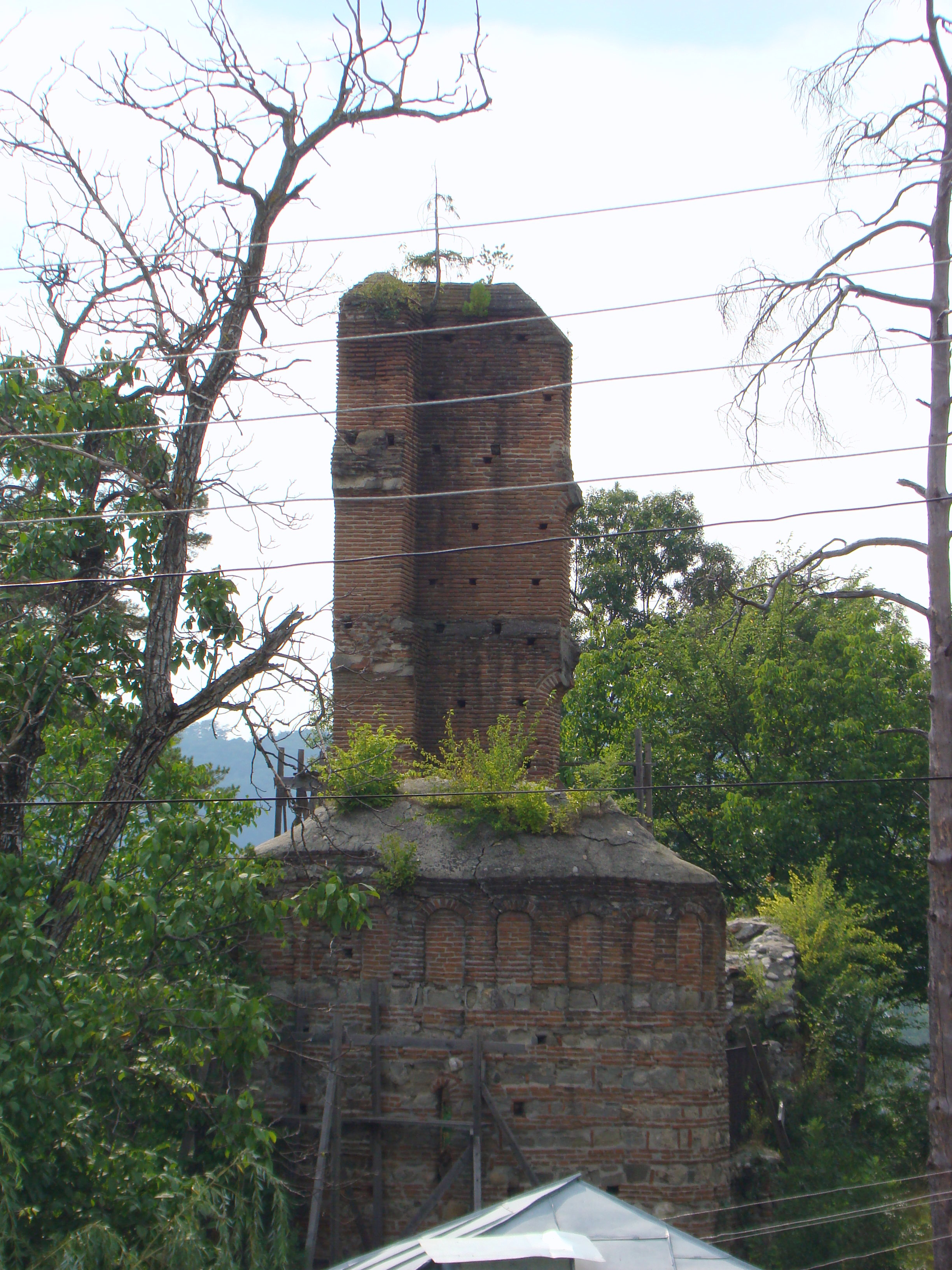
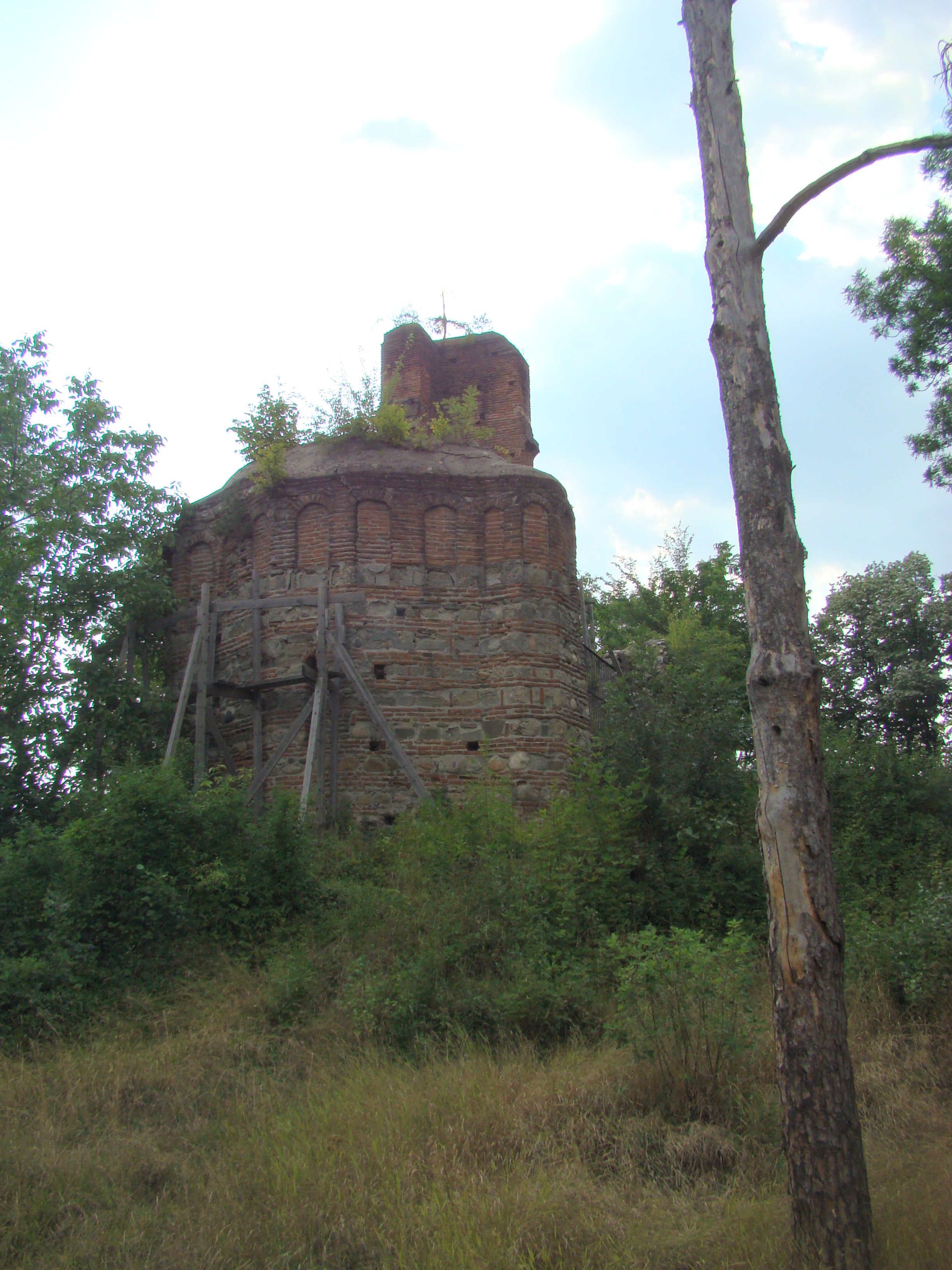
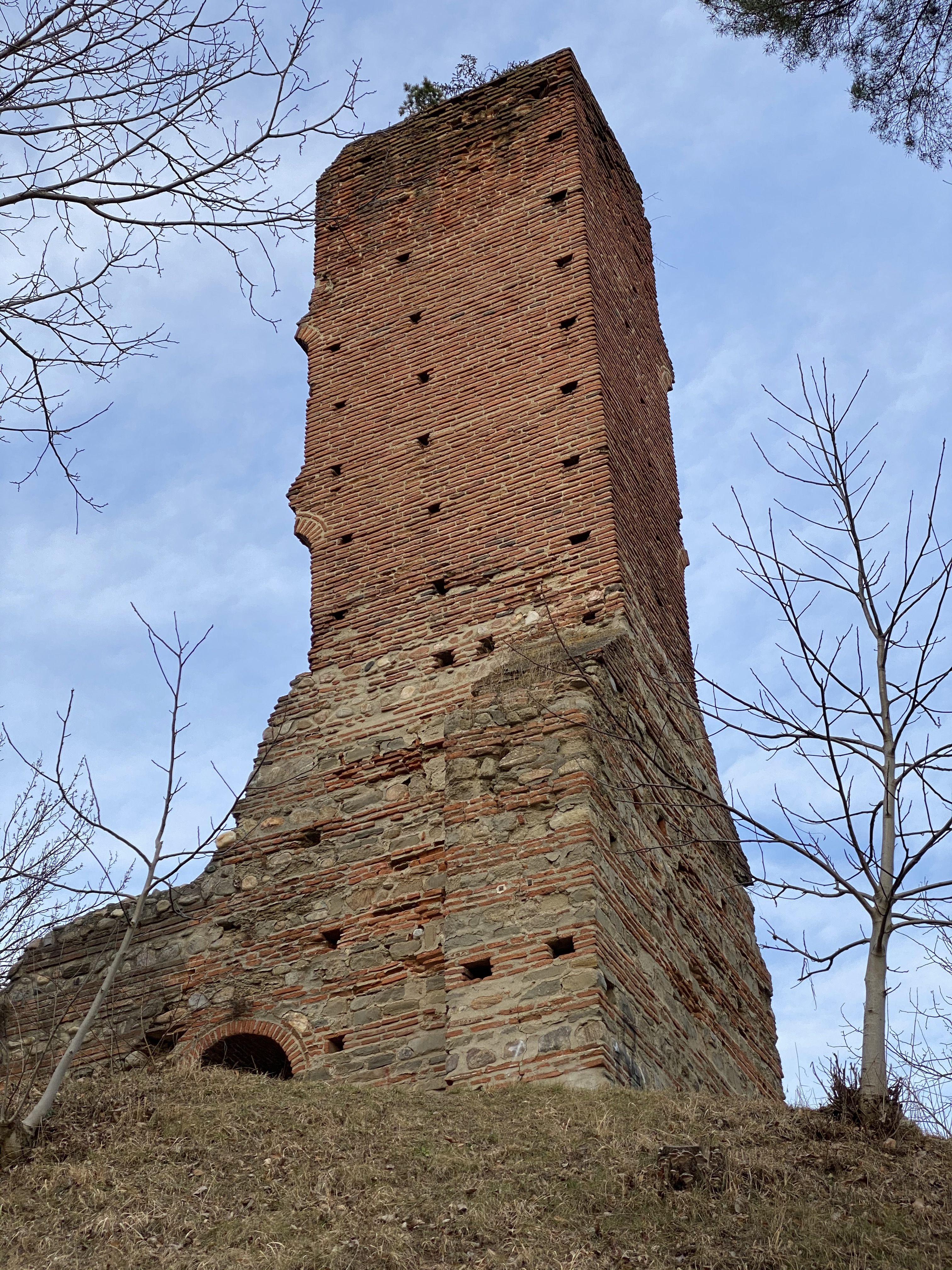
Turnul Bisericii Sân Nicoară
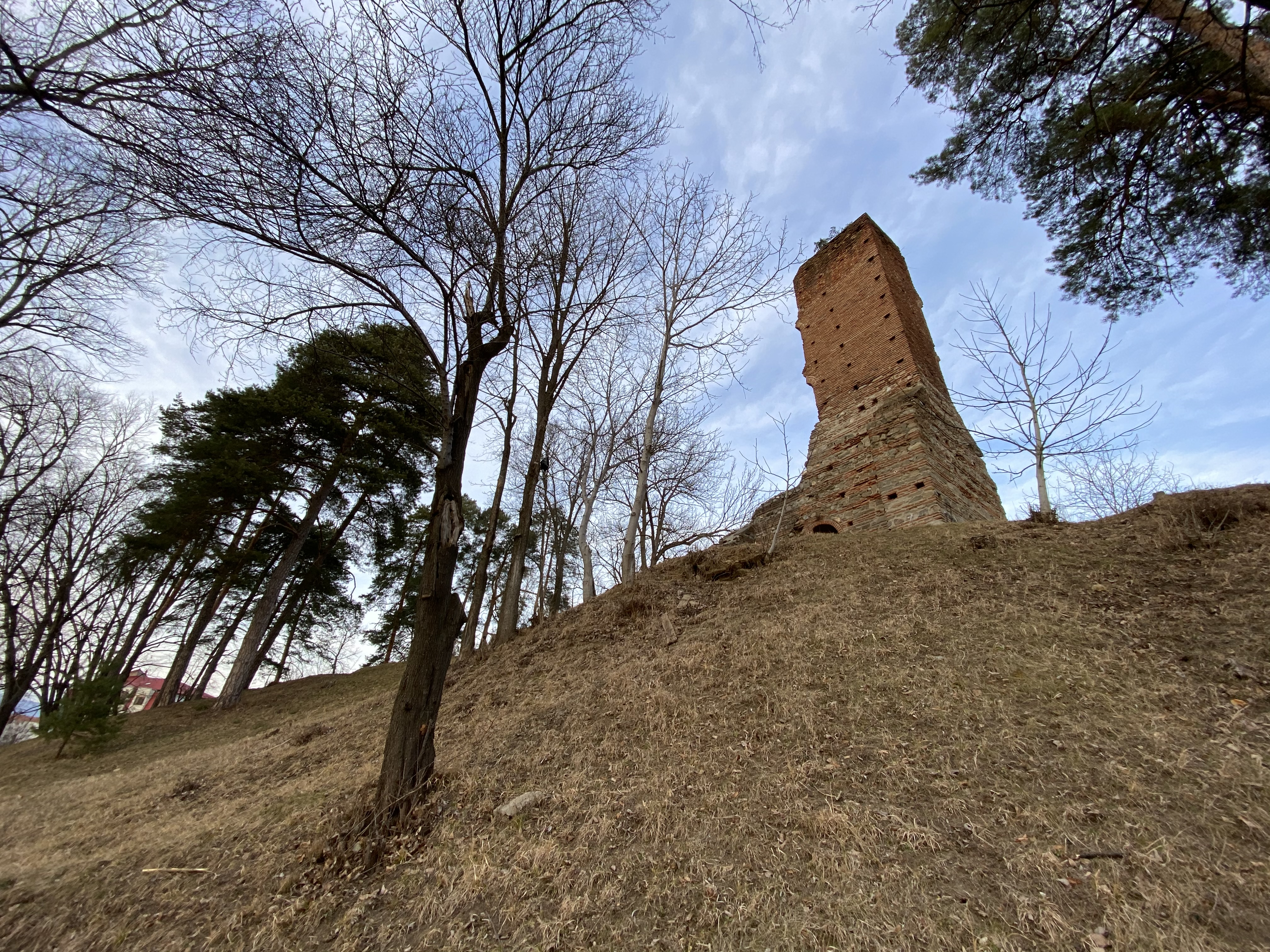
Panorama dealului pe care a fost construită Biserica Sân Nicoară.
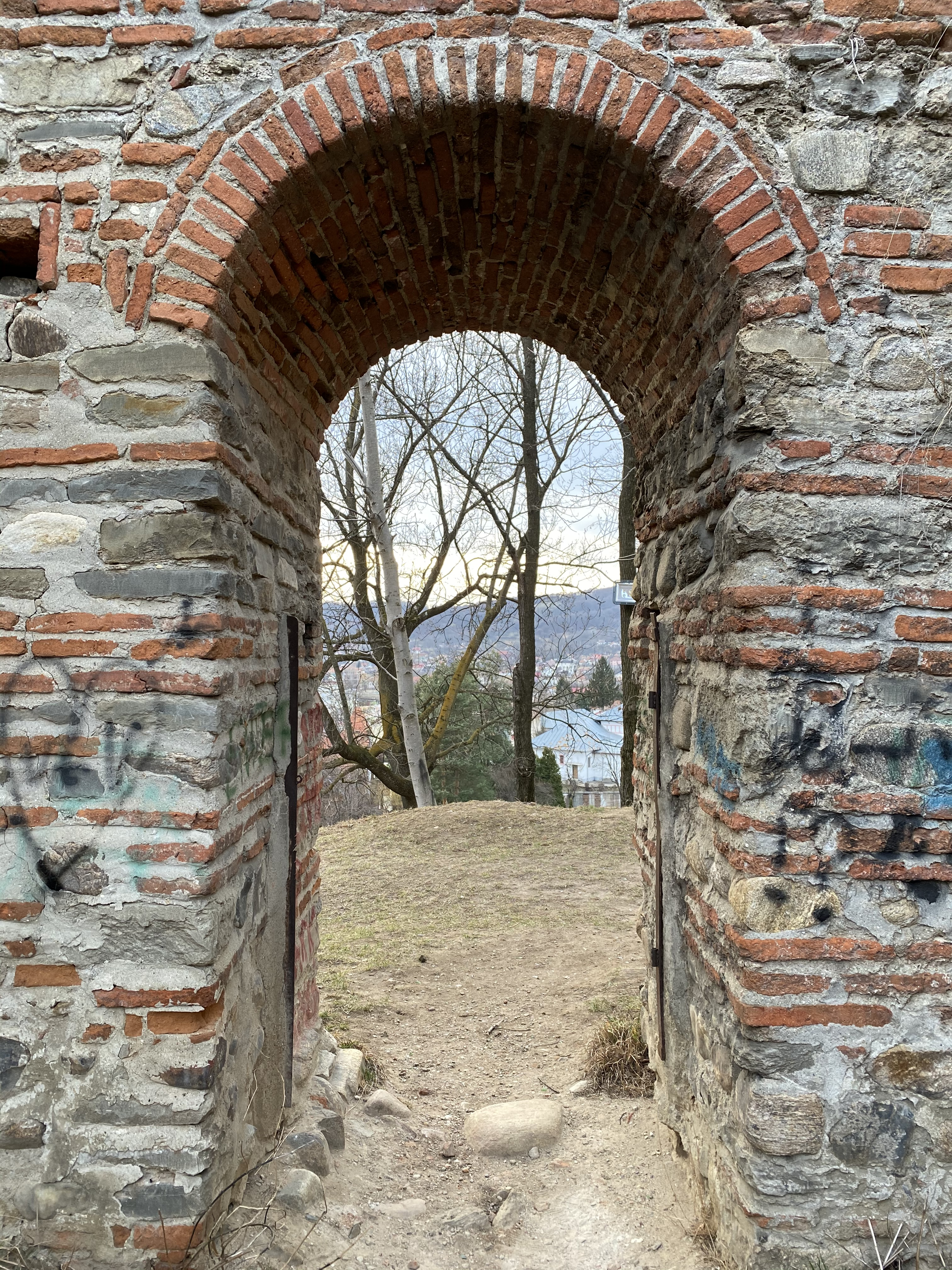
Ușa Bisericii. Vedere din interior
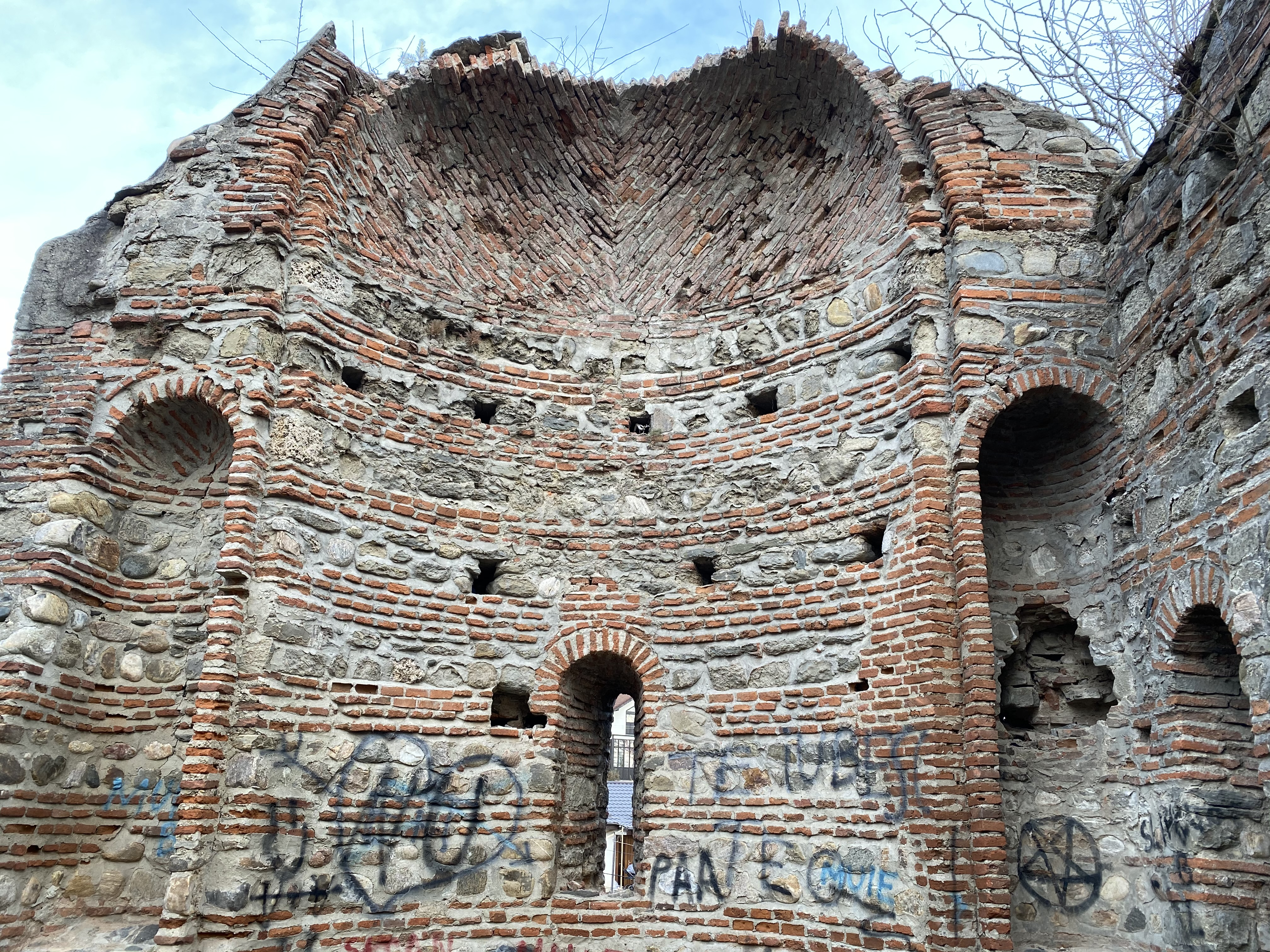
Absida Bisericii Sân Nicoară
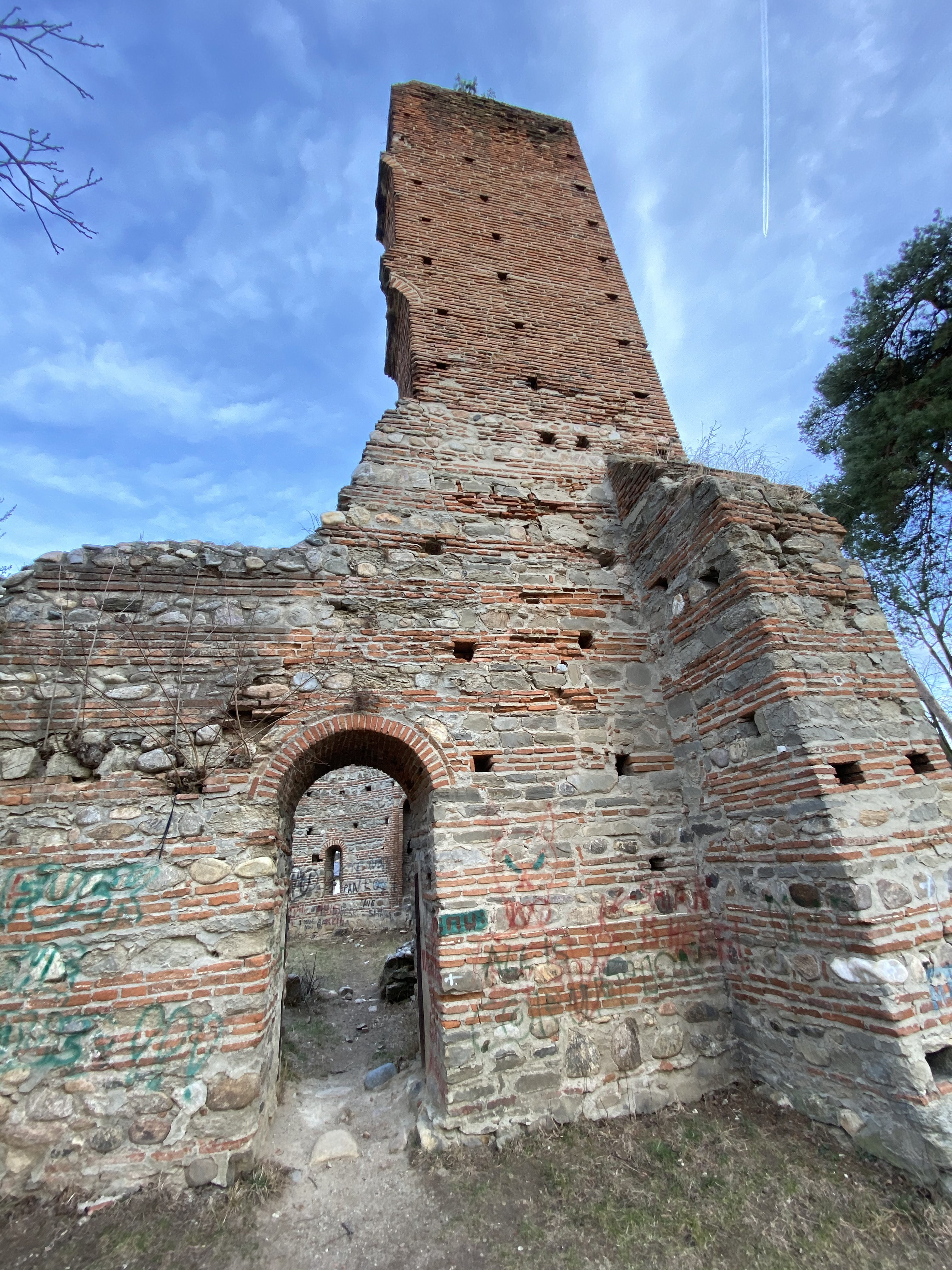
Biserica Sân Nicoară. Vedere de la intrare.